# Rosa hezhangensis
Rosa hezhangensis — вид рослин з родини трояндових (Rosaceae); ендемік Китаю.

## Опис
Це низький кущ ≈ 1 м заввишки. Гілки циліндричні, голі, густо колючі; колючки широкі, жорсткі біля основи. Листки включно з ніжками 4–8 см; прилистки здебільшого прилягають до ніжки, вільні частини вушкоподібні або яйцювато-ланцетні, голі, край залозисто-пилчастий, верхівка гостра; листочків (5)9, блідо-зелені знизу, насичено зелені зверху, яйцюваті або довгасті, 0.8–2 × 0.4–1 см, знизу запушені і залозисті, зверху голі; основа ≈ округла або широко клиноподібна; край подвійно пилчастий; верхівка тупа або гостра. Квітів 3–5 у щитку, рідко поодинокі. Плоди червоні, яйцювато-кулясті, 0.7–1.1 см у діаметрі, верхівка з короткою шиєю і стійкими, випростаними чашолистиками. Період плодоношення: жовтень.

## Поширення
Ендемік Китаю: зх. Гуйчжоу.
Зростає на висотах 2400–2800 метрів.